# 21 Polowa Techniczna Baza Rakietowa
21 Polowa Techniczna Baza Rakietowa (21 PTBR) – jednostka rakietowo-techniczna Wojsk Rakietowych i Artylerii Sił Zbrojnych PRL.

## Zadania bazy
Jednostka została sformowana w 1969, w garnizonie Orneta, w składzie Warszawskiego Okręgu Wojskowego. W czasie pokoju jednostka funkcjonowała pod nazwą „21 Polowa Techniczna Baza Remontowa”, która miała maskować jej faktyczny charakter. W czasie mobilizacji stawała się „21 Armijną Polową Techniczną Bazą Rakietową” i wraz z 32 Armijną Brygadą Rakiet Operacyjno-Taktycznych wchodziła w skład 4 Armii.
W 1986 roku na stanowisko dowódcy bazy został wyznaczony płk mgr inż. Krzysztof Busz, dotychczasowy zastępca dowódcy do spraw technicznych.
Do głównych zadań bazy należało utrzymywanie określonej ilości pocisków balistycznych w pełnej sprawności technicznej oraz gotowość do prowadzenia zabiegów obsługowo-technicznych. W pierwszym okresie obsługiwano pociski R-150 (zestaw 9K51 z rakietą 8K11), a w okresie późniejszym R-300 (zestaw 9K72 Elbrus z rakietą 8K14). Pociski tego typu przechowywane były w gotowości zerowej – tzw. "gotowości arsenalskiej". Zadaniem bazy było przygotowanie ich od gotowości nr 6 do gotowości nr 4.
Przygotowanie pocisków taktycznych R-30 (zestaw 2K6 z rakietami 3R9 i 3R10), R-70 (zestaw 9K52M – Łuna) polegało na przeglądzie zewnętrznym oraz doprowadzeniu do gotowości nr 4 – przyłączeniu głowicy bojowej a następnie przetransportowaniu i przeładunku na środki transportu dywizjonów rakiet taktycznych.
21 PTBR była jedną z czterech Polowych Baz Rakietowych w Polsce, obok 18 PTBR (Gumieńce) dla Pomorskiego Okręgu Wojskowego, 15 PTBR (Kobylanka) dla 36. Brygady Artylerii oraz 11 PTBR (Skwierzyna) dla Śląskiego Okręgu Wojskowego.